# Basílica de Nuestra Señora de Lourdes (Bogotá)
La Basílica de Nuestra Señora de Lourdes es un basílica menor de culto católico bajo la advocación mariana de la Virgen de Lourdes. Se encuentra en la plaza principal de la localidad de Chapinero en el norte de Bogotá (Colombia). Es el segundo templo más grande de Bogotá después de la Catedral Basílica Metropolitana de Bogotá y Primada de Colombia.

## Historia

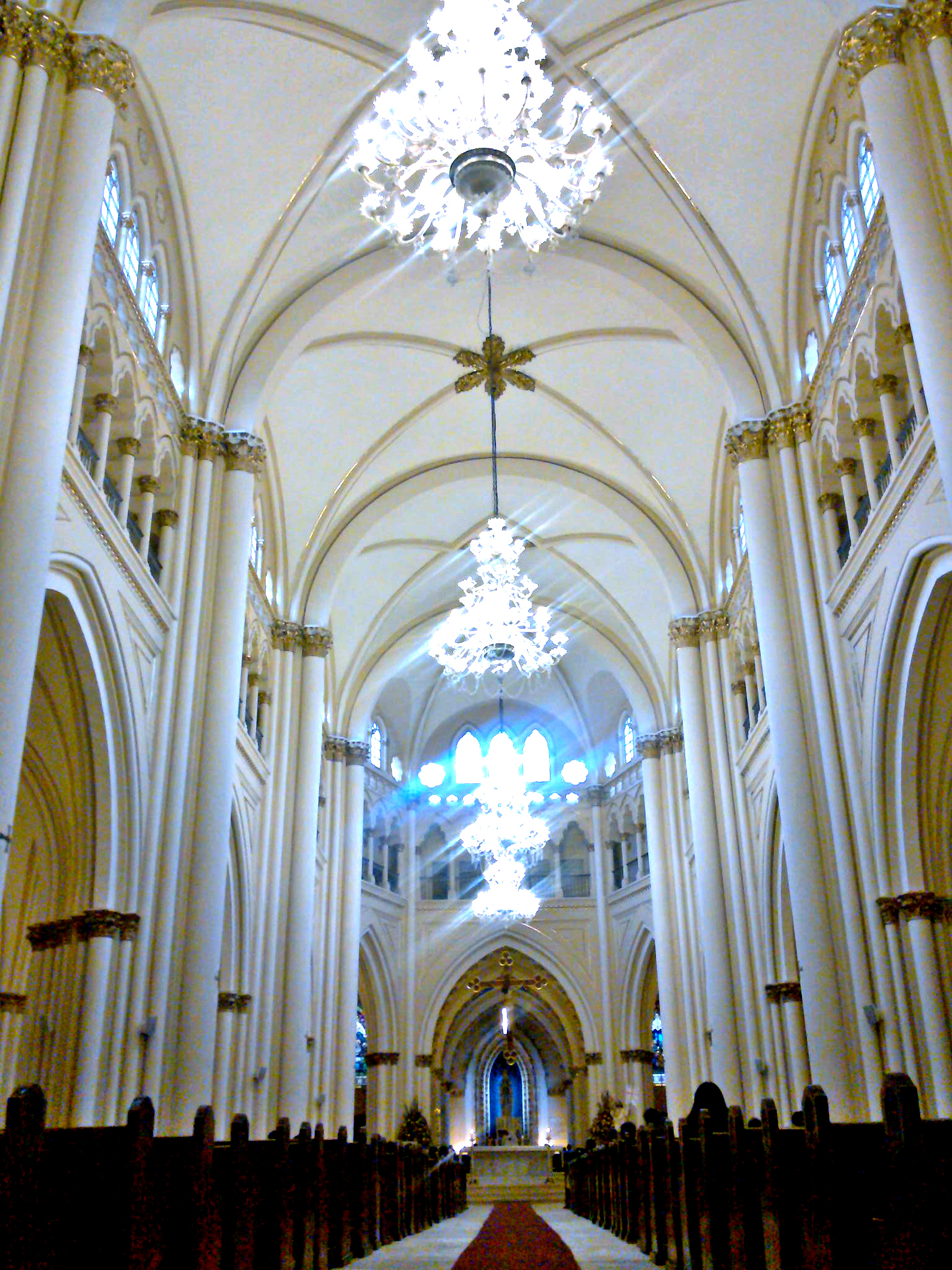
Interior del templo

El templo se construyó en el mismo lugar donde se encontraba una capilla de techo pajizo construida por fray Antonio María Garzón. El templo actual es de estilo neogótico-morisco, su construcción fue solicitada por el arzobispo Vicente Arbeláez al arquitecto bogotano Julián Lombana en 1875. 
Es el símbolo más representativo de la localidad de Chapinero debido a su arquitectura, sus obras artísticas, y sus vitrales todo lo cual la convierte en uno de los puntos de referencia más importantes de la capital para propios y visitantes. Fue erigida en parroquia en 1903 y consagrada en 1904. El órgano tubular fue traído de Alemania en 1950. La imagen de Nuestra Señora de Lourdes fue coronada en 1988 por el cardenal Mario Rebollo Bravo. Está ubicada en la Carrera 13 N.º 63-27 frente a la plaza homónima.

## Diseño
Fue la primera construcción en estilo neogótico en Colombia. Fue construida en 1875, pero después de 1917, las ambiciosas proporciones originales fueron modificadas. Se destacan los vitrales policromados elaborados en Bogotá en el taller del artista alemán Walter Wolf Wasserhouen y los monumentales espacios interiores, la torre cuadrangular que remata la fachada, las torrecillas del frontis, los arcos de ojiva de las puertas y la ornamentación de las cornisas.

### Interior
La componen 3 naves terminadas en girola cerrada de medio hexágono, el presbiterio se encuentra al fondo de la nave central y tras éste, la capilla mayor de la Virgen de Lourdes, la cual contiene el Sagrario.
La estructura es la siguiente; la parte más baja es de arcos de ojiva en las naves laterales y la central, la segunda comprende el triforio, con arcos de medio punto; la tercera es el claristorio, con ventanas también de doble punto, y la bóveda alta es de crucería-arista, no ojival como ocurre en la mayoría de edificaciones del neogótico. Actualmente todo el interior está cubierto de Blanco de dos tonos y detalles dorados, excepto la capilla mayor, la cual mantiene sus típicas bóvedas azules con estrellas doradas.

### Restauraciones
La primera restauración ocurrió después del terremoto que se registró en Bogotá a principios del siglo XX.
Actualmente la estructura se encuentra en otro proceso de restauración. Desde el año 2012 se han hecho trabajos para el refuerzo de la estructura, del techo, pintura del interior, reparación de vitrales y limpieza de desagües. Para el 2014 ya han terminado los trabajos en el techo y el interior. Actualmente se aprecia la restauración de las paredes exteriores incluyendo la fachada. Fue declarada basílica menor por el papa Francisco el 11 de noviembre de 2015.

## Geografía y Límites Parroquiales
- Norte: Parroquias Nuestra Señora de los Ángeles - La Porciúncula y San Pedro Nolasco
- Sur:  Basílica Nuestra Señora de Chiquinquirá y Parroquia Divino Salvador
- Oriente: Parroquia San Francisco de  Paula
- Occidente: Parroquia Santa Teresa de Ávila.

## Basílica Menor
El templo fue consagrado como Basílica Menor, el día de la solemnidad de Nuestra Señora de Lourdes, el 11 de febrero de 2016, por el arzobispo de Bogotá, Rubén Salazar Gómez.

## Galería de fotos

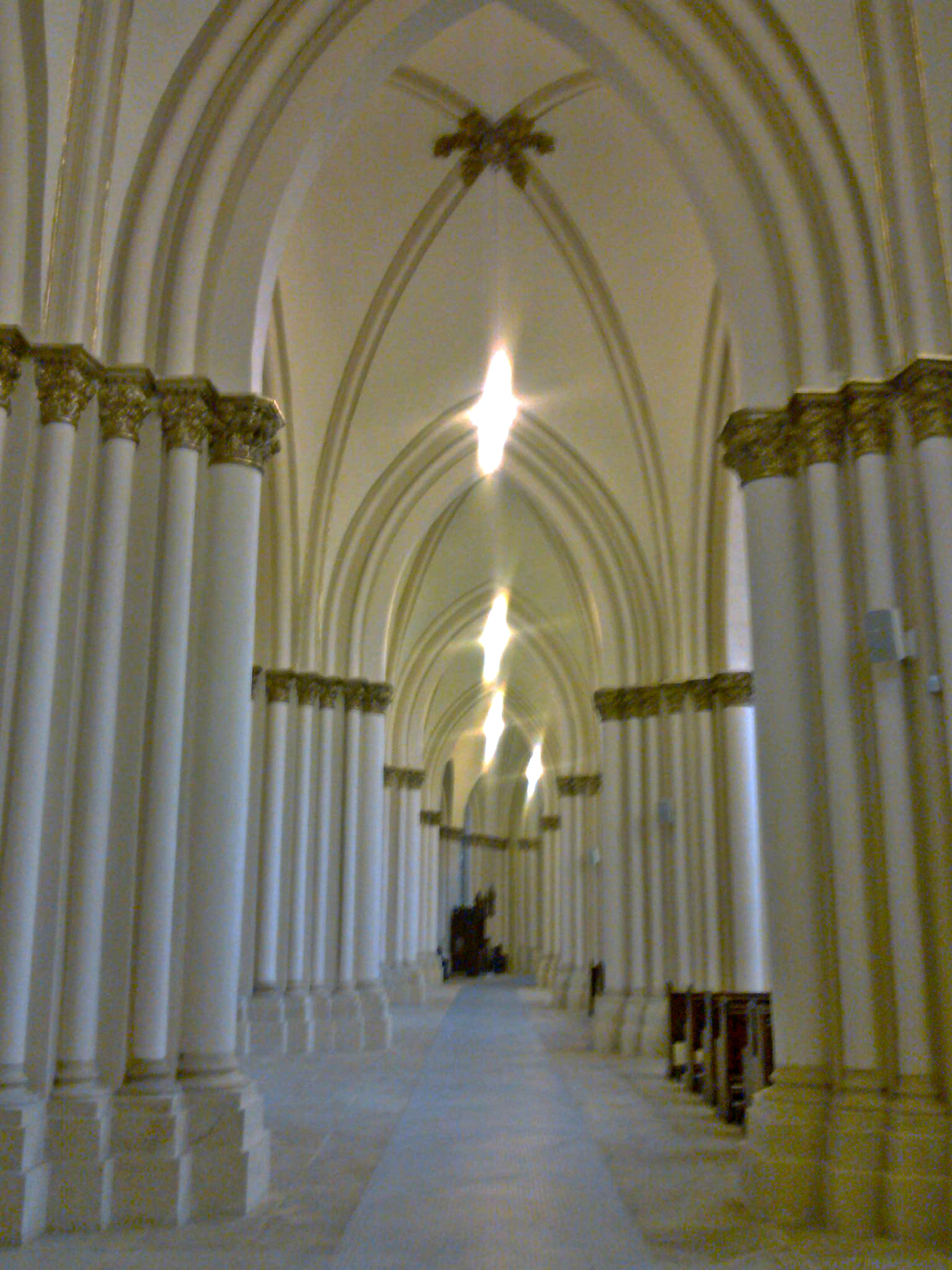
Nave Lateral hacia la Girola
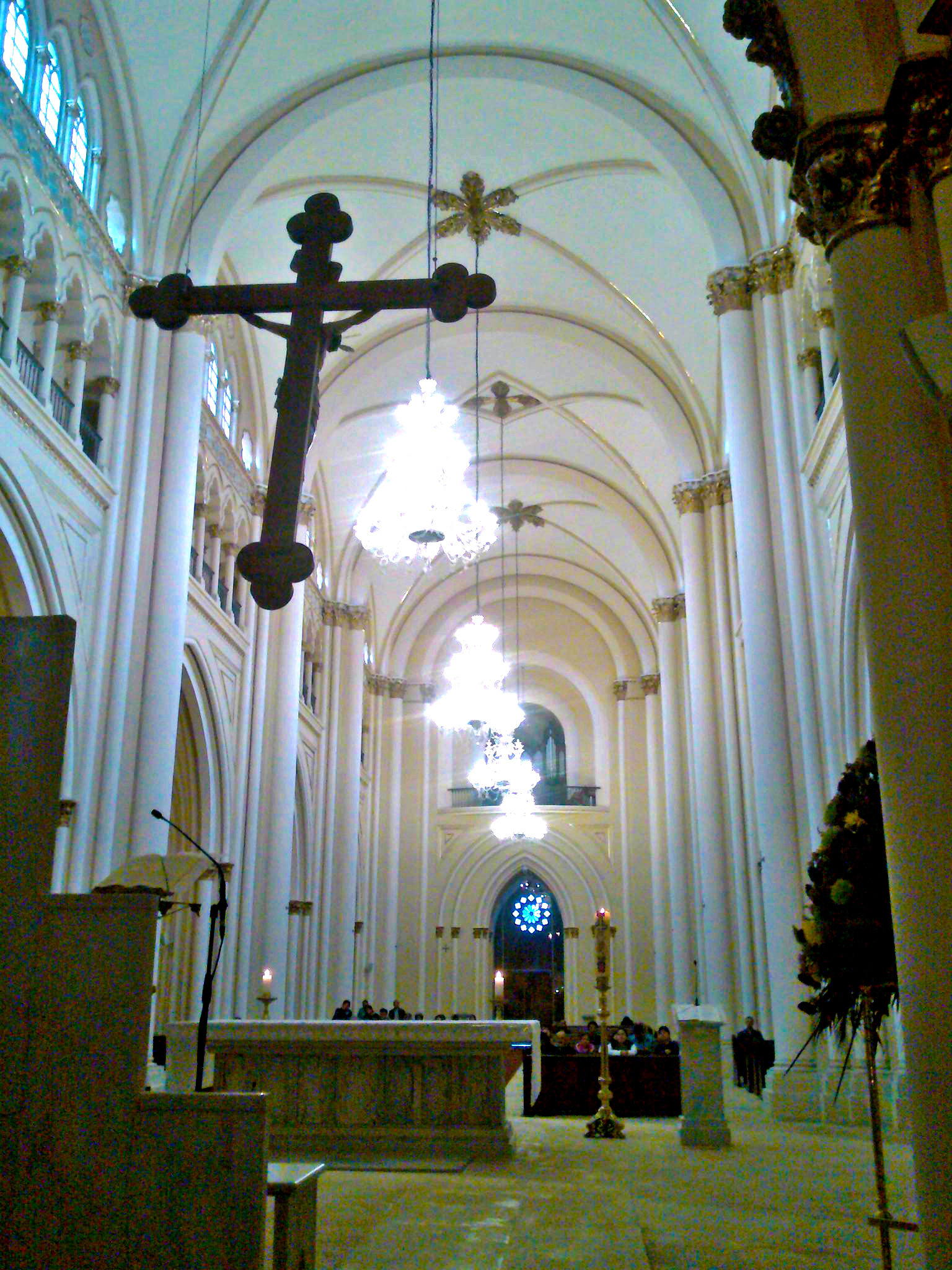
Nave Central desde la Capilla Mayor
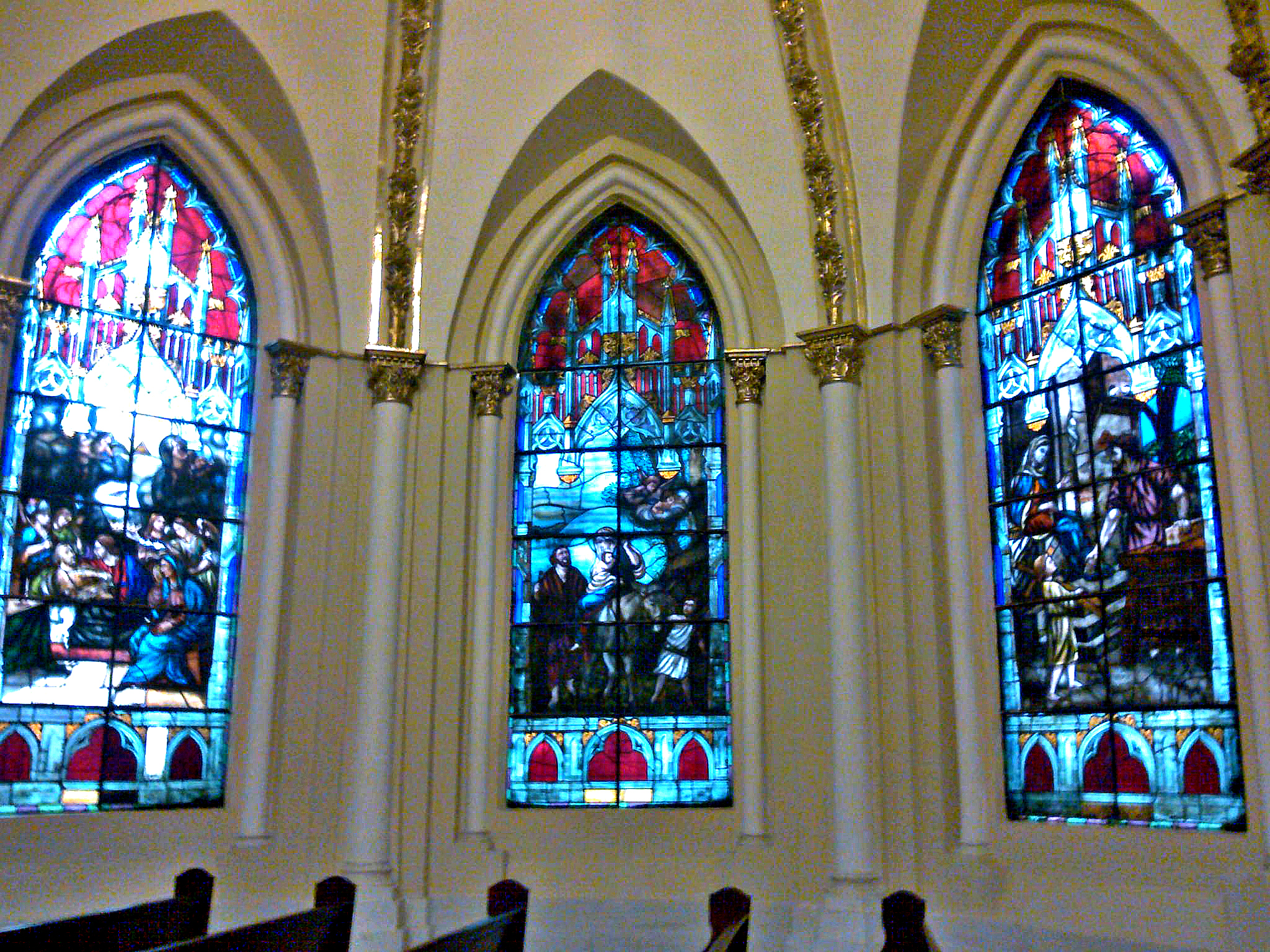
Vitrales de la Basílica del artista Walter Wolf
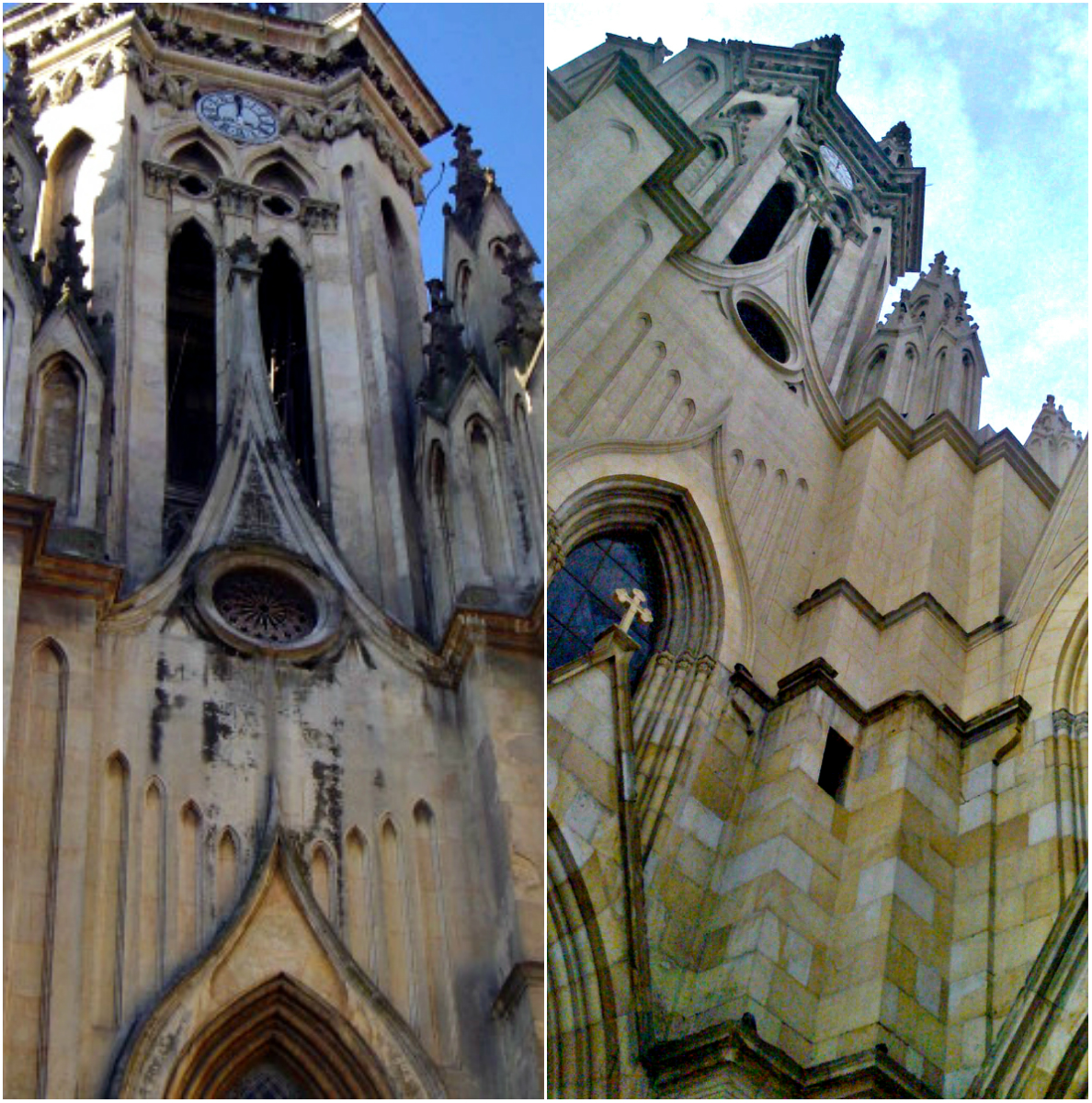
Comparativo de las restauraciones de la fachada principal